# Hedsjön (Ockelbo socken, Gästrikland, 675886-153166)
Hedsjön är en sjö i Ockelbo kommun i Gästrikland och ingår i Testeboåns huvudavrinningsområde. Sjön har en area på 0,23 kvadratkilometer och ligger 202,3 meter över havet. Sjön avvattnas av vattendraget Kölsjöån.

## Delavrinningsområde
Hedsjön ingår i det delavrinningsområde (675727-153139) som SMHI kallar för Mynnar i Hedsjön. Medelhöjden är 252 meter över havet och ytan är 7,82 kvadratkilometer. Räknas de 46 avrinningsområdena uppströms in blir den ackumulerade arean 235,95 kvadratkilometer. Kölsjöån som avvattnar avrinningsområdet har biflödesordning 2, vilket innebär att vattnet flödar genom totalt 2 vattendrag innan det når havet efter 72 kilometer. Avrinningsområdet består mestadels av skog (84 procent). Avrinningsområdet har 0,27 kvadratkilometer vattenytor vilket ger det en sjöprocent på 3,5 procent.